# 永富有紀
永富 有紀（ながとみ あき、現姓：横野、1969年7月15日 - ）は、日本の元女子バレーボール選手である。

## 来歴
福岡県北九州市出身。扇城高校時代は、サウスポーのライトプレーヤーとして活躍、1987年、春高・インターハイ・国体優勝の高校三冠を達成した。
1988年日立に入社。1991年セッターに転向。1995年東洋紡オーキスへ移籍。1993年全日本代表に初選出。1996年アトランタ五輪に出場した。
2001年引退。現在は結婚している。
2024年時点では江戸川大学女子バレーボール部のコーチを務めている。

## 球歴
- 全日本代表 - 1993-1996年
- 全日本代表としての主な国際大会出場歴
  - オリンピック - 1996年
  - 世界選手権 - 1994年
  - ワールドカップ - 1995年

## 所属チーム
- 扇城高校（現･東九州龍谷高等学校）
- 日立（1988-1995年）
- 東洋紡オーキス（1995-2001年）

## 個人成績
1999年から2001年までのVリーグレギュラーラウンドにおける個人成績は下記の通り。
| シーズン  | 所属   | 出場 | 出場   | アタック | アタック | アタック | アタック | ブロック | ブロック | サーブ | サーブ | サーブ | サーブ | レセプション | レセプション | 総得点 | 備考 |
| --------- | ------ | ---- | ------ | -------- | -------- | -------- | -------- | -------- | -------- | ------ | ------ | ------ | ------ | ------------ | ------------ | ------ | ---- |
| シーズン  | 所属   | 試合 | セット | 打数     | 得点     | 決定率   | 効果率   | 決定     | /set     | 打数   | エース | 得点率 | 効果率 | 受数         | 成功率       | 総得点 | 備考 |
| 1999/2000 | 東洋紡 | 18   | 66     | 65       | 35       | 53.8%    | %        | 23       | 0.35     | 210    | 1      | 0.48%  | 2.3%   | 1            | 0.0%         | 59     |      |
| 2000/01   | 東洋紡 | 18   | 69     | 48       | 23       | 47.9%    | %        | 31       | 0.45     | 270    | 2      | 0.74%  | 4.3%   | 0            | 0.0%         | 56     |      |
| 通算      | 通算   | 36   | 135    | 113      | 58       | 51.%     | %        | 54       | 0.40     | 480    | 3      | 0.63%  | 3.4%   | 1            | 0.0%         | 115    |      |